# 워런 G. 하딩의 대통령직 인수
워런 G. 하딩의 대통령직 인수는 그가 1920년 미국 대통령 선거에서 승리하여 대통령 당선인이 되면서 시작되었고, 1921년 3월 4일 정오 미국 동부 표준시에 하딩이 취임하면서 종료되었다.
하딩은 약 한 달간의 여행으로 인수를 시작했으며, 워싱턴 D.C.로 이틀간의 여행을 마쳤다. 하딩은 그곳에서 관리들을 만났고 미국 상원 의원으로서 고별 연설을 했다. 그런 다음 12월 초에 자신의 집이 있는 매리언, 오하이오주로 돌아갔다. 그곳에서 그는 정책을 수립하고 행정부의 임명자를 선정하는 등 인수 업무를 수행했다. 그런 다음 1월 말부터 2월 말까지 플로리다주에서 휴가를 보내면서 이 작업을 계속했다.

## 배경
1920년에는 현직 대통령인 우드로 윌슨이 민주당의 재선 후보로 지명되지 않았기 때문에 대통령직 인수가 보장되었다.
하딩의 인수 당시에는 "대통령직 인수"라는 용어가 개인이 미국 대통령으로 당선된 후 취임하기까지의 기간에 널리 적용되지 않았다.

## 인수 기간 중 하딩의 참모 및 고문
저드슨 웰리버는 대통령 당선인의 홍보 담당 매니저로 일했다. 해리 M. 도허티는 하딩의 "개인 대표"로 일했는데, 이 역할은 하딩을 방문하는 사람들을 만나고 하딩을 대신하여 전국적으로 비밀 심부름을 수행하는 것이었다. 그의 저서 대통령직 인수(Presidential Transitions)에서 로린 L. 헨리는 엽관제 임명을 위해 개인을 배치하는 것이 인수 기간 동안 도허티의 권한 내에 있었던 것으로 보인다고 썼다.
하딩을 대신하여 관리들을 면담한 것으로 보이는 하딩 측근의 주요 인물로는 앨버트 베이컨 폴, 해리 M. 도허티, 그리고 존 W. 윅스가 있었다.
하딩 참모진의 다른 주요 인물로는 조지 B. 크리스천 주니어, 찰스 E. 소여, 그리고 저드슨 웰리버가 있었다. 하딩은 또한 매리언에 상당한 수의 사무직 직원을 두었다.

## 초기 당선 후 여행
인수 기간 초기에 하딩은 주로 휴가를 보내며 여행했다. 당시에는 대통령직 인수가 최근보다 길고(미국 미국 수정 헌법 제20조가 인수를 단축함) 최근의 대규모 대통령직 인수와 비교하여 규모가 훨씬 작았기 때문에 대통령 당선인들이 당선 후 몇 주간 휴가를 가는 것이 일반적이었다.

### 포트 이사벨 (텍사스주)

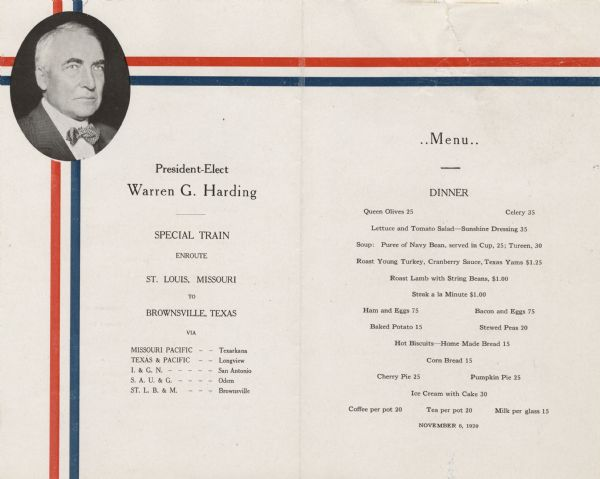
세인트루이스에서 포트 이사벨, 텍사스주로 하딩을 태운 특별 열차의 저녁 메뉴

하딩은 당선 후 매리언, 오하이오주의 집을 떠나 조지 B. 크리스천 주니어, 해리 M. 도허티, 찰스 E. 소여, 저드슨 웰리버 등 주요 참모들과 함께 포트 이사벨, 텍사스주로 기차 여행을 떠났다. 열차는 경로를 따라 가끔 휘슬 스톱으로 정차했다. 포트 이사벨에서 하딩은 골프, 어로, 사냥을 포함한 활동으로 며칠을 쉬었다. 하딩은 인근 브라운즈빌, 텍사스주에서 휴전 기념일 연설을 했다.

### 파나마 여행
11월 17일, 하딩은 브라운즈빌을 떠나 뉴올리언스, 루이지애나주로 향했고, 다음 날 도착했다. 뉴올리언스에 도착하자마자 시청 계단에서 짧은 연설을 했다. 그날 저녁, 하딩은 파나마로 가는 유람선을 타기 위해 뉴올리언스를 떠났다.
하딩은 11월 23일 파나마에 도착했다. 그는 파나마의 공식 방문객보다는 개인 방문객으로 대우해 달라고 주장했다. 그는 파나마에서 대부분의 시간을 관광과 휴가를 보내는 데 보냈지만, 파나마 운하 지대 방어 시설을 둘러보고 그곳에 주둔한 주요 인물들과도 논의를 가졌다.
하딩은 11월 28일 파나마를 떠났다. 그의 배는 11월 30일 킹스턴, 자메이카에 잠시 정차했으며, 12월 4일 뉴포트 뉴스, 버지니아주에 도착했다. 뉴포트 뉴스에서 그는 그의 고문인 해리 M. 도허티의 환영을 받았다. 하딩은 그 다음 날 노퍽 지역의 육군 및 해군 시설을 방문했다. 다음 날 그는 베드퍼드 (버지니아주)에 있는 엘크스 내셔널 홈에서 형제애에 대한 연설을 했다.

### 당선 후 첫 워싱턴 D.C. 방문
12월 5일 오후 11시 20분 동부 표준시에 하딩은 기차로 워싱턴 D.C.에 도착했다. 하딩은 제66차 미국 의회 2차 회기 개회를 위해 도착했다. 하딩은 여전히 미국 상원 의원이었다. 12월 6일, 하딩은 상원 의사당에서 고별 연설을 했다. 그러나 하딩은 1월 13일까지 (1월 9일에 사임서를 제출하여 13일에 발효됨) 상원 의원직을 공식적으로 사임하지 않았다. 하딩이 1월까지 의원직을 유지한 이유는 제임스 M. 콕스 (우연히 대통령 선거에서 그의 민주당 상대 후보)가 오하이오주 주지사직을 떠나 공화당의 해리 L. 데이비스에게 자리를 물려줄 때까지였기 때문이다. 하딩이 주지사 교체 전에 사임했다면, 콕스는 민주당원을 그의 상원 의원직에 지명할 수 있었을 것이다.
하딩은 고별 연설에 이어 기자회견을 열어 취임 후 의회의 특별 회기를 소집할 것임을 확인했다.
하딩은 그날 남은 시간과 다음 날을 의회 의원 및 공화당의 다른 지도자들과 회의를 하는 데 보냈다.
하딩은 윌슨 대통령을 만나지 않았다. 그러나 그의 아내인 플로렌스 하딩은 12월 7일 백악관에서 영부인 이디스 윌슨을 만났고, 그녀로부터 백악관 투어를 받았다.

## 매리언과 플로리다에서의 인수 작업

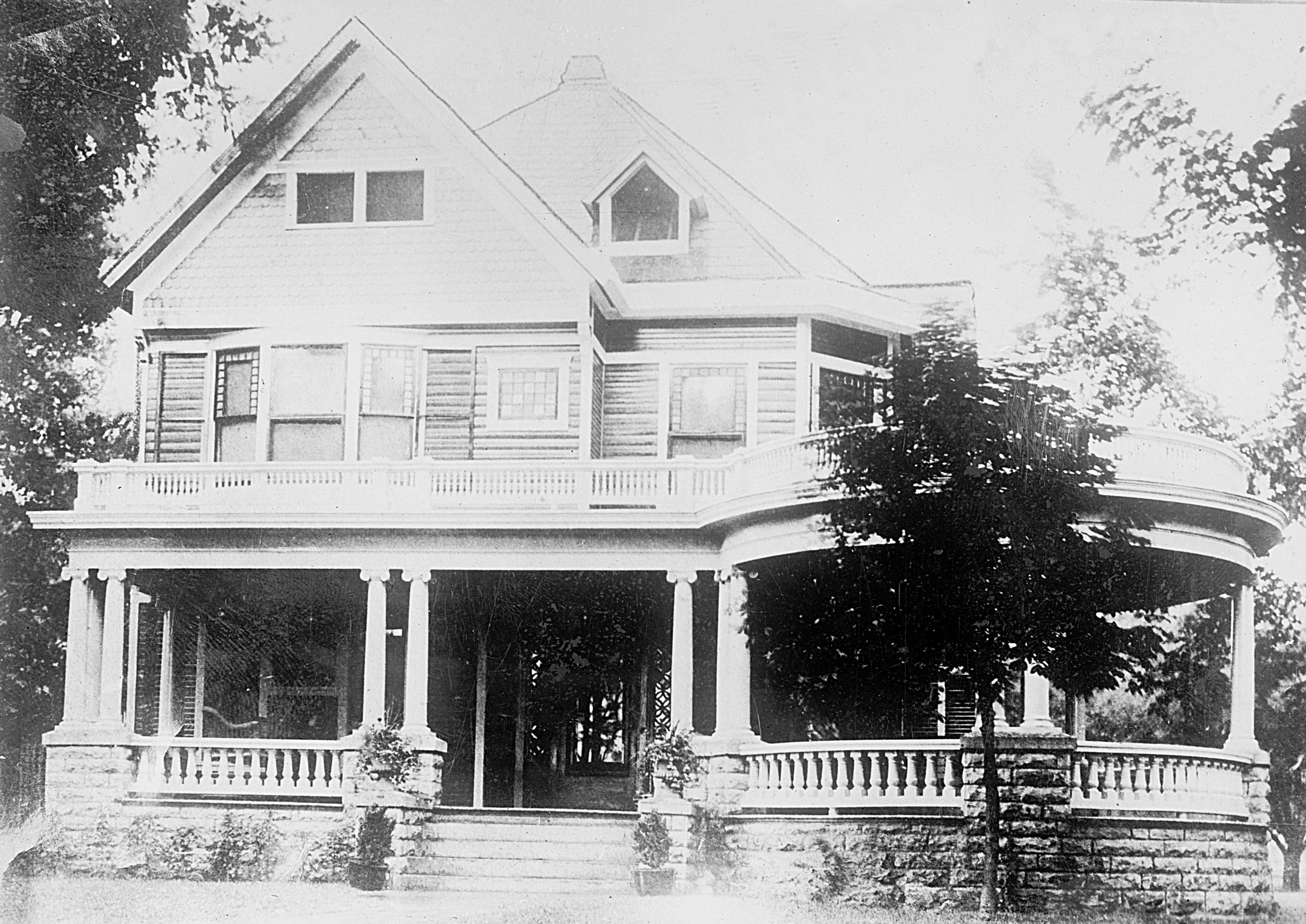
매리언, 오하이오주에 있는 하딩 홈으로, 하딩이 인수 관련 업무 대부분을 수행한 곳이다

워싱턴 D.C. 여행 후, 하딩은 12월 9일 오하이오주 매리언에 있는 자택으로 돌아왔다. 자신의 집에서 그는 취임 준비 작업을 시작했다. 인수 활동은 하딩의 이웃인 조지 크리스천의 집으로도 확대되었다.
매리언에서 하딩은 기자들에게 자신을 공개했지만, 항상 직접 인용되기를 원하지는 않았다. 또한 인수 회의에서 일어난 일에 대한 정기적인 언론 브리핑이 있었고, 정보도 자주 유출되었다.
매리언에서 약 5주간의 인수 작업 후, 하딩은 1월 22일부터 2월 27일까지 플로리다주에서 휴가를 보내면서 인수 작업을 계속했다. 플로리다에서 그는 대부분의 시간을 세인트오거스틴에서 보냈다.

### 서신 왕래
12월과 1월에 매리언에 머무는 동안 하딩과 그의 팀은 많은 서신 왕래를 처리해야 했다. 사무직 직원뿐만 아니라 조지 B. 크리스천 주니어, 해리 M. 도허티, 저드슨 웰리버와 같은 주요 참모들도 대부분의 서신을 처리했지만, 일부 서신은 대통령 당선인의 주의를 요했다.

### 방문객
12월과 1월 동안 매리언을 방문한 개인이 많았다. 일부는 잠재적인 내각 인사였다. 그러나 다른 주요 정치인들의 방문도 많았다. 또한 지역 및 주 공화당 지도자를 포함한 하위 정치인들의 방문도 있었다.
사업 단체, 농민 단체, 형제회, 애국 단체, 노동조합, 참전 용사 단체 등 다양한 단체의 대표자들도 방문했다. 이 중 한 예는 12월 15일에 아동 보존 연맹의 상당한 대표단이 하딩을 방문했을 때였다 (하딩은 이 대표단에게 준비된 성명을 읽어 주었고, 연방 공공 복지 부서 설립 제안에 대한 그들의 지지를 확보했다).
하딩은 워싱턴 D.C.를 떠나 매리언으로 향함으로써 레임덕 의회 회기에서 적극적인 리더십 역할을 하지 않겠다는 의도를 강하게 표명했지만, 의회에 계류 중인 문제를 논의하기 위해 가끔 의회 공화당 지도자들의 매리언 방문을 받기도 했다.
12월 16일, 부통령 당선인 캘빈 쿨리지와 그의 아내 그레이스 쿨리지가 매리언을 방문했고, 부통령 당선인은 대통령 당선인을 만났다. 하딩과 쿨리지가 내각 임명에 대한 선택 사항을 논의했으며, 하딩이 강한 주저함 끝에 쿨리지가 부통령으로서 정기적으로 내각 회의에 참석하고 행정부 회의에 참여하도록 허용해 달라는 쿨리지의 요청에 동의했다고 보도되었는데, 이는 관례를 벗어난 것이었다.
하딩은 세인트오거스틴에 머무는 동안에도 수많은 방문객을 계속 받았다.

### 정책 수립
하딩은 여러 정책 문제에 대해 확고한 입장을 가지고 있지 않았으며, 공화당의 도구가 될 의사를 표명했다. 그는 또한 로린 L. 헨리의 말에 따르면 "적응하고 화해하는 지도자의 역할에 전념"했으며, 따라서 모든 문제에 대해 당 원로들의 승인을 구했다. 의회와 관련된 정책 문제에 대해 하딩은 전문가와 주요 입법자들의 견해를 구하고, 이를 당의 의제에 통합하려고 노력했다. 따라서 인수 기간 동안의 정책 수립 과정은 로린 L. 헨리에 의해 "집단적 사고의 연습"으로 특징 지어졌다.
주요 정책 문제는 미국이 국제연맹에 가입할지 여부였다. 하딩은 미국이 국제연맹에 가입하도록 허용할 수 있다는 몇 가지 징후를 보였고, 심지어 찰스 에번스 휴스에게 "상원에서 비준을 확보하기 위해" 베르사유 조약을 개정해 줄 것을 요청하기도 했다. 그러나 그는 국제연맹 가입을 지지하지 않을 것이라는 징후도 보였다.

### 임명자 선정

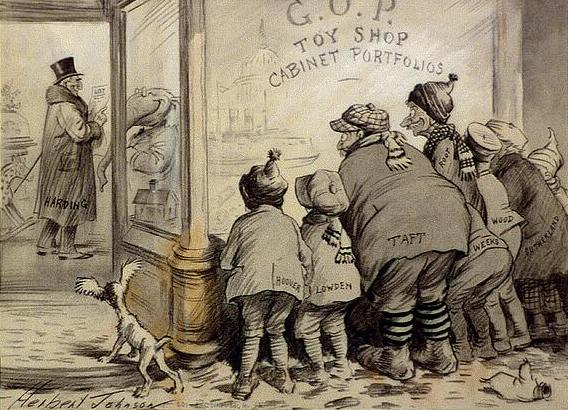
"하딩 대통령 당선인이 내각을 선택하는 중", 허버트 존슨의 만평이다

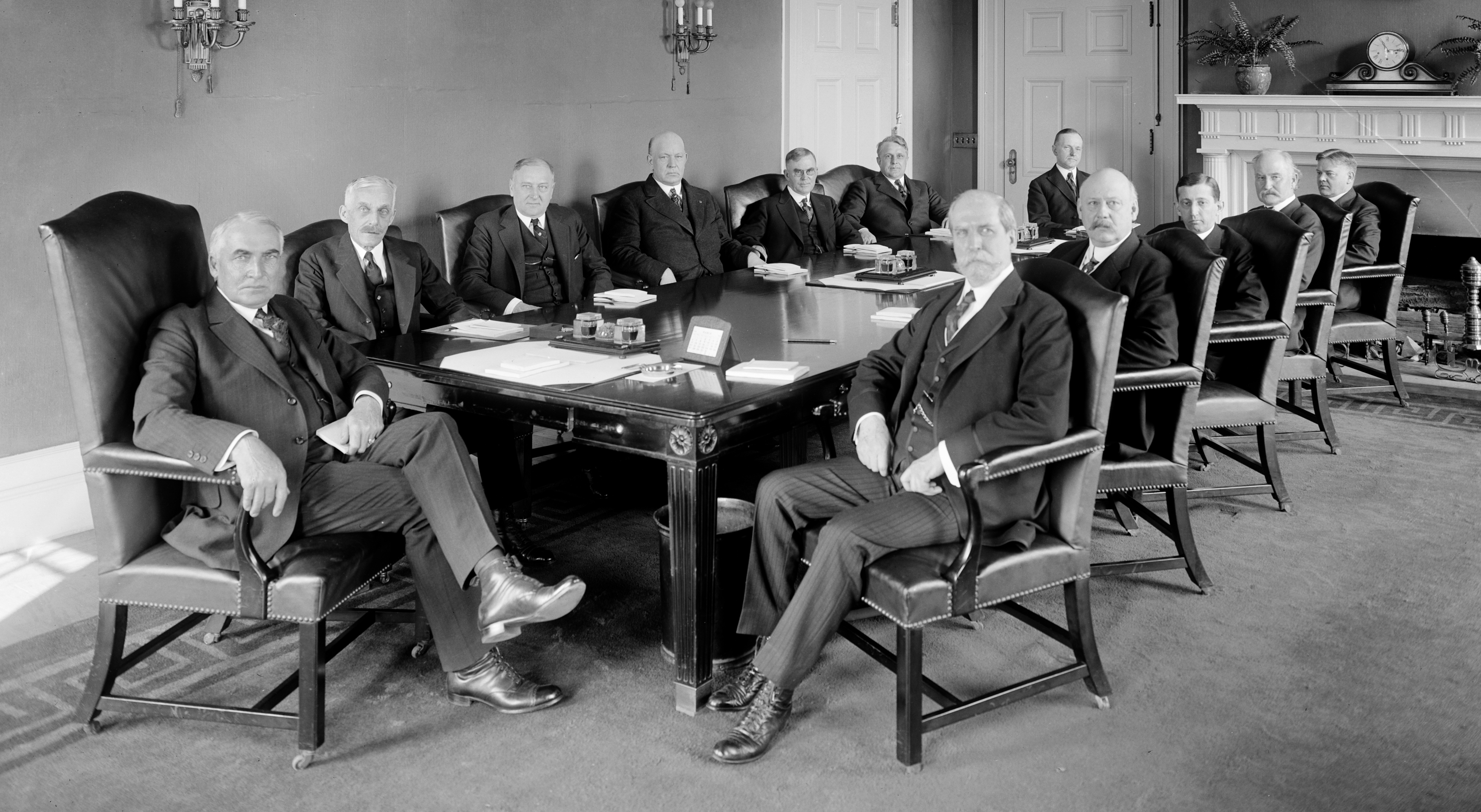
1921년 하딩의 첫 내각, 그가 취임한 후의 모습이다

앨버트 J. 베버리지는 하딩이 미국을 국제연맹에 가입시킬 수 있다는 생각 때문에 하딩의 내각에 합류하라는 제안을 거절했는데, 베버리지는 국제연맹에 강력히 반대했다.
12월 말까지 많은 내각 인선이 확정된 것으로 보였고, 뉴스 사설들은 하딩이 곧 일부 내각 인선을 조기에 발표하여 지명자들이 앞으로 맡게 될 직무에 익숙해지고 레임덕 의회의 공화당 지도자들과 협력할 수 있도록 도울 것이라고 추측했다. 월말에 기자들은 그러한 발표를 기대했지만, 실현되지 않았다.
하딩의 선택 대부분은 인선 소문이 유출되면서 당내 인사들의 반대에 부딪혔다.

#### 법무부 장관
12월 24일까지는 하딩이 해리 M. 도허티를 그의 행정부의 법무부 장관으로 임명하고 싶어 한다는 보도가 나왔다. 이는 도허티가 법률 분야에서 높은 평판을 얻지 못했음에도 불구하고였다. 12월 19일 매리언에서 하딩을 방문한 제임스 워즈워스 주니어 상원의원은 나중에 자신과 다른 사람들이 이 인선에 반대하도록 하딩을 설득하기 위해 노력했지만 소용이 없었다고 회상했다. 2월 21일, 하딩은 자신이 머물던 세인트오거스틴 호텔에서 기자들에게 도허티가 법무부 장관으로 선택될 것이라고 발표하고 도허티의 자격을 옹호했다. 2월 21일, 하딩은 자신이 머물던 세인트오거스틴 호텔에서 기자들에게 도허티가 법무부 장관으로 선택될 것이라고 발표하고 도허티의 자격을 옹호했다.

#### 우정청장
12월 마지막 주까지는 윌 H. 헤이스가 하딩의 우정청장으로 선택될 것이 거의 확실해 보였다. 이 잠재적 선택은 그의 고향 주 지도자들의 반대에 부딪혔고, 많은 사람들은 그가 경험이 부족하다고 여겼다.

#### 농무장관
12월 20일, 헨리 캔트웰 월리스는 매리언에서 하딩을 만났다. 그는 농무장관으로 선택되었다. 이 인선 소문이 퍼지자, 공화당 내에서 큰 영향력을 가진 육류 포장 산업으로부터 강한 반발을 받았다.

#### 상무부 장관
12월 12일, 허버트 후버는 매리언에서 하딩을 만났다. 후버는 상무부 장관으로 선택되었다.
후버는 정치적 위험이 따르는 선택이었다. 그는 여러 가지 이유로 공화당의 우익으로부터 반대받을 가능성이 높았다. 후버는 최근에야 공화당원이 된 것으로 의심받았고, 국제연맹을 지지하는 국제주의자였으며, 진보주의자였고, 이전에 민주당원 우드로 윌슨 행정부의 일원이었다는 점 등이 그 이유였다. 실제로 12월 중순에 인선 소문이 돌기 시작하자 비판에 부딪혔다. 공화당의 구세대들 사이에서 후버는 아마도 가장 강력한 반대를 받은 선택이었을 것이다. 상무부 장관으로 이 선택에 반대하도록 하딩에게 압력을 가하기 위해, 필랜더 C. 녹스 상원의원은 12월 30일 매리언에서 하딩을 방문하여 자신과 동료 펜실베이니아주 상원의원 보이즈 펜로즈가 후버의 상무부 장관 지명과 찰스 에번스 휴스의 국무장관 지명 모두에 반대한다는 입장을 표명했다. 후버에 대한 분노는 사그라지지 않았다.
2월 24일 하딩과 후버 사이에 합의가 이루어진 후, 후버가 하딩의 상무부 장관으로 선택될 것이라고 발표되었다.

#### 내무장관
12월 15일, 앨버트 B. 폴은 매리언에서 하딩을 만났다. 하딩은 그를 내무장관으로 선택할 것이다. 하딩은 또한 폴을 국무장관 후보로도 고려했었다.

#### 노동부 장관
로린 L. 헨리는 1960년 그의 저서 대통령직 인수(Presidential Transitions)에서 노동부 장관은 12월 말까지 하딩이 적어도 예비 후보를 결정하지 않은 유일한 내각 직책인 것으로 보인다고 썼다.
아마도 펜실베이니아주 상원의원 필랜더 C. 녹스와 보이즈 펜로즈의 영향으로, 녹스가 12월 말 매리언에서 그를 방문한 후, 하딩은 1월 10일 제임스 J. 데이비스에게 그 직책을 제안했다.

#### 해군부 장관
12월 마지막 주까지, 하딩은 존 W. 윅스를 그의 해군부 장관으로 선택했다. 하딩은 1월 중순에 그와 논의한 후 그를 결국 전쟁부 장관 직책으로 재배정했다. 1월 17일, 하딩은 프랭크 오렌 로든에게 해군부 장관 또는 대사관을 책임지는 외교관 중 하나를 선택하도록 제안했다. 1월 27일, 로든은 하딩에게 해군부 장관직을 거절하는 전보를 보냈다. 2월 10일, 하딩은 그에게 제안을 재고해 달라고 요청했지만, 이틀 후 로든은 다시 거절했다. 2월 14일, 하딩은 다시 로든에게 그 직책을 맡아달라고 요청하며, 단순히 의례적인 제안이 아니라 하딩이 그의 내각에 일리아노이주 출신 인물을 강력히 원했기 때문이라고 말했다. 다음 날, 로든은 정중하지만 단호하게 세 번째로 그 직책을 거절했다. 이 후, 하딩은 로든이 그 직책에 관심이 없다는 현실을 받아들였다. 그 후 A.T. 허트가 그 직책을 고려되었다.
하딩은 12월 말까지 에드윈 덴비를 그 직책으로 결정했으며, 이 선택은 완전히 놀라운 것으로 여겨졌다. 2월 26일, 덴비는 세인트오거스틴에서 하딩을 방문했다. 다음 날, 기자회견에서 그는 하딩의 그 직책 인선으로 소개되었다.

#### 국무장관
하딩은 처음에 내무장관으로 선택한 앨버트 B. 폴을 국무장관의 잠재적 후보로 고려했었다. 그러나 이에 대해 강력히 반대하는 조언을 받았다.
찰스 에번스 휴스는 12월 10일 매리언에서 하딩을 만났는데, 하딩이 돌아온 후 매리언에서 회의를 위해 하딩을 방문한 첫 번째 인물이었다. 하딩은 그에게 자신의 국무장관이 되어달라고 요청했다. 뉴욕의 법률 파트너들과 제안에 대해 상의한 후, 휴스는 12월 13일 하딩에게 그 제안을 수락한다고 편지를 썼다. 12월 22일, 하딩은 휴스에게 그가 그 직책으로 선택될 것임을 공식적으로 재확인하고 확정하는 편지를 썼다.
12월 중순에 이 선택에 대한 소문이 돌기 시작하자 당의 우익으로부터 비판에 부딪혔다. 휴스는 당의 기성 세대로부터 너무 국제주의적이고 너무 독립적이라는 비판을 받았다. 국무장관으로 이 선택에 반대하도록 하딩에게 압력을 가하기 위해, 전직 국무장관이었던 필랜더 C. 녹스 상원의원은 12월 30일 매리언에서 하딩을 방문하여 자신과 동료 펜실베이니아주 상원의원 보이즈 펜로즈가 휴스의 국무장관 지명과 허버트 후버의 상무부 장관 지명 모두에 반대한다는 입장을 표명했다.
휴스에 대한 소란은 2월까지 대체로 사그라졌다. 2월 19일, 휴스는 세인트오거스틴에서 하딩을 방문했고, 기자회견에서 하딩의 국무장관 인선으로 소개되었다.

#### 재무장관
하딩은 월가의 도구가 될 사람에게는 재무장관 직책을 주지 않기를 원한다는 것이 알려져 있었다. 프랭크 오렌 로든은 초기부터 이 직책의 유력 후보로 많은 추측을 받았다. 하딩은 로든을 긍정적으로 생각했지만, 찰스 G. 도스에게도 관심이 있었고, 12월 20일 매리언에서 그를 만났을 때 그 직책을 제안했다. 도스가 그 직책으로 선택되었다는 소문이 퍼지자, 그의 고향인 시카고의 공화당 시장 윌리엄 헤일 톰슨이 반대했다. 시카고 시의회의 공화당 의원들도 반대했다.
하딩은 더 우익적인 재무장관에 대한 우익의 압력에 굴복하여 그들을 달래기 위해 앤드루 멜런을 대신 선택했다. 멜런은 1월 8일 매리언에서 하딩을 방문했다. 멜런은 그 회의에서 그 직책을 맡는 것에 대한 주저함을 표명했다.

#### 전쟁부 장관
12월 말까지 하딩은 레너드 우드를 전쟁부 장관으로 선택하는 것을 진지하게 고려하고 있었다. 하딩은 우드에게 내각 직책이 제안될 것이라는 신호를 보내고 있었다. 1월 초에는 헨리 L. 스팀슨과 같은 주요 공화당 인사들이 하딩에게 우드에게 그 직책을 주도록 강력히 로비하고 있었다. 그러나 우드가 그 직책을 맡는 것에 대한 전망은 다른 사람들의 비판에도 직면했다. 비판의 한 가지 영역은 현역 장군으로 복무 중인 개인을 전쟁부 장관의 민간 역할에 임명하는 것이 적절한지 여부였다. 1월 둘째 주까지 우드는 더 이상 하딩의 내각에서 고려되지 않았다.
원래 하딩의 해군부 장관으로 선택되었던 존 W. 윅스는 1월 중순에 그와 논의한 후 이 직책으로 재배정되었다.

#### 기타 직책
11월 말, 하딩이 아직 당선 후 초기 여행을 하고 있을 때, 그가 의회에 "교육부 장관"이라는 새로운 내각 직책을 만들고, 그 자리에 여성, 아마도 해리엇 테일러 업튼을 임명할 계획이라는 보도가 있었다. 이것은 실현되지 않았다. 미국이 1933년 프랜시스 퍼킨스와 함께 첫 여성 내각 구성원을 보게 되기까지는 10년 이상이 걸렸다.
로린 L. 헨리는 '대통령직 인수'에서 엽관 임명이 인수 기간 동안 해리 M. 도허티의 권한 내에 있었던 것으로 보인다고 썼다.
2월 27일, 에드윈 덴비가 해군부 장관으로 발표된 동시에, 시어도어 루스벨트 주니어가 해군부 차관보로 재직할 것이라고 발표되었다. 이는 공화당의 불 무스-우드 파벌에 대한 선의의 제스처로 여겨졌다.
인수 마지막 날에는 조지 B. 크리스천 주니어가 대통령 비서관으로, 찰스 E. 소여가 백악관 주치의로 재직할 것이라고 발표되었다.

### 인용된 출처
- Henry, Laurin L. (January 1961). 《Presidential Transitions》. Washington, D.C.: The Brookings Institution.